# طلاخون
طلاخون با نام سابق خورشید همچنان می‌درخشد فیلمی ایرانی به کارگردانی ابراهیم شیبانی و تهیه‌کنندگی حسن کلامی محصول سال ۱۳۹۹ است.
فیلم سینمایی طلاخون برآمده از بخش‌هایی از داستان زندگی مهین قدیری است و بهار قاسمی بازیگر نقش اصلی طلاخون گفته که برای درک شخصیت او، مستند مهین را دیده‌است.

## بازیگران
- شهاب حسینی
- حسام منظور
- بهار قاسمی
- ترنم کرمانیان
- زری خوشکام
- محمد زارعی
- شهاب شادابی
- مهدی محرابی